# Marcus Scandilius Fabatus
Marcus Scandilius Fabatus war ein im 1. oder 2. Jahrhundert n. Chr. lebender Angehöriger des römischen Ritterstandes (Eques).
Durch eine Weihinschrift, die beim Kastell Burghöfe gefunden wurde und die auf 107/162 datiert wird, ist belegt, dass Fabatus Praefectus equitum der Ala Auriana war.